# Lisa Hanawalt
Lisa Hanawalt (née le 19 juin 1983) est une autrice de bande dessinée, illustratrice et productrice de télévision américaine.
Après des débuts remarqués dans la bande dessinée alternative, elle s'est fait connaître pour sa participation aux séries animées adultes BoJack Horseman (depuis 2014) et Tuca & Bertie (2019).

## Publications
- Benny's Brigade (illustration), avec Arthur Bradford (texte), McSweeney's, 2012  (ISBN 978-1-93636-561-6).
- My Dirty, Dumb Eyes, Drawn & Quarterly, 2013  (ISBN 978-1-77046-116-1).
- Hot Dog Taste Test, Drawn & Quarterly, 2016  (ISBN 978-1-77046-237-3).
- Coyote Doggirl, Drawn & Quarterly, 2018  (ISBN 9781770463257).
  - (fr) Coyote Doggirl, Gallimard, 2019  (ISBN 978-2-07-510886-7).
- I Want You, Drawn & Quarterly, 2020  (ISBN 9781770463882).
  - (fr) I Want You, éditions IMHO, 2022  (ISBN 978-2364810419).

## Récompenses

### Bande dessinée
- 2009 : Prix Ignatz du meilleur minicomic pour Stay Away From Other People
- 2010 : Prix Ignatz du meilleur comic book pour I Want You
- 2016 : Prix Ignatz du meilleur roman graphique pour Hot Dog Taste Test

### Animation
- 2016 : Critics' Choice Television Awards de la meilleure série d'animation pour BoJack Horseman